# Временное законодательное собрание Южной Кореи
Временное законодательное собрание Южной Кореи (кор. 남조선과도입법의원 или же Переходный законодательный совет Южной Кореи, кор. 또는 남조선과도입법위원회) — высший законосовещательный орган власти на территории американской зоны оккупированной Кореи, учреждённый 1 июля 1946 года, приказом Арчера Л. Лерха и впервые созванное 12 декабря того же года. Среди основных законов, принятых данным органом власти, принято выделять: закон о переходном законодательном собрании Южной Кореи; Закон о сборе налогов; Закон о защите несовершеннолетних; Закон о специальном постановлении против японских коллаборационистов, этнических предателей, военных преступников, а также организованной преступности.

## Предыстория
После получения фактической независимости, Корея, согласно решению московской конференции, была разделена по 38-й параллели меду Советским Союзом и США с правом осуществления опеки над корейским народом на срок, равный пяти годам с момента подписания резолюции. Таким образом, обе администрации начали формировать свои законодательные и исполнительные органы власти на подконтрольных им территориях. Так, военным правительством США был изначально создан так называемый Демократический Комитет (в некоторых источниках Представительный Демократический Комитет), сформированный в начале февраля 1946 года как переходный орган законодательной власти до создания полноценного избранного органа власти законосовещательного типа при военном правительстве.

## Создание
Ближе к середине 1946 года, военный губернатор Арчер Л. Лерх предлагает Джону Риду Ходже, командующему Вооружённых Сил США в Корее, начать формирование полноценного законодательного органа власти для формирования демократического и правового сознания среди корейских граждан, а также создания ненависти к авторитарным структурам, формируемым СССР на северной части Кореи, на что было получено согласие. Данное решение вызвало гнев радикально правых и левых сил, считавших данный шаг как утверждение опеки и лишение их суверенитета, на что представители военной администрации заявили о том, что данное решение является одним из шагов для возвращения корейцам независимости и передачи исполнительной власти в руки народа. После проведённых в октябре выборов, временное собрание было официально созвано, а его состав окончательно определён и состоял из 45 избранных депутатов и 45 назначенных военным губернатором лиц, представлявших военную администрацию.

## Руководство

### Председатель
1. Ким Гюсик — с 12 декабря 1946 г. по 3 июня 1947 г.
врио Чой Дон — с 3 июня 1947 г. по 6 июня 1947 г.
2. Ким Гюсик — с 6 июня 1947 г. по 27 февраля 1948 г.
врио Ким Гюсик — с 27 февраля 1948 г. по 30 мая 1948 г.

### Первый вице-председатель
1. Чой Дон — с 12 декабря 1946 г. по 30 мая 1948 г.

### Второй вице-председатель
1. Юн Гисоп — с 12 декабря 1946 г. по 3 июня 1947 г.
врио Юн Гисоп — с 4 июня 1947 г. по 28 февраля 1948 г.
2. Шин Ик Хи — с 28 февраля 1948 г. по 30 мая 1948 г.

## Деятельность
Временное законодательное собрание Южной Кореи, за период своей работы успел рассмотреть 33 законопроекта из которых 18 были приняты. Наиболее значимый из них — закон о выборах в Национальное собрание. Несмотря на тот факт, что военное правительство США технически могла издавать законы без решения Временного законодательного собрания, военная администрация всё же пыталась проводить все свои решения через него, благодаря чему Временное собрание успело рассмотреть 55 законов и/или решений военной администрации, хотя при этом число постановлений военного правительства всё ещё в три раза превышало число прошедших через временный орган власти. Деятельность органа власти, а равно их правоприменение и сфера регулирования ограничивалась законом о Переходном законодательном собрании Южной Кореи.

## Роспуск
Временное законодательное собрание было распущено в соответствии с Законом о переходном правительстве № 12 от 20 мая 1948 года, на десятый день после всеобщих выборов в Учредительное собрание Республики Корея, состоявшихся 10 мая 1948 года, хотя фактически продолжала работу до 30 мая, пока Законодательное Собрание не начало свою работу. 43 депутата временного собрания смогли победить на выборах 1948 года и стать депутатами уже нового органа власти, причём 15 из них вовсе являлись членами Конституционного собрания и фактически приложили руку к составлению конституции.